# Cristina Vărzaru
Cristina Georgiana Vărzaru (født 5. december 1979 i Corabia, Rumænien) er en tidligere rumænsk håndboldspiller. Hun spillede senest for den rumænske klub CSM Bucuresti og stoppede i 2012 på det det rumænske landshold.

## Karriere
Cristina Vărzaru kom til Viborg HK i 2005 og har siden været med til både at vinde DM-guld og Champions League-titler. I 2008/2009 blev hun topscorer i Champions League. I 2012 valgte hun af familiære årsager og pga. tankerne om et liv efter håndbolden at skifte tilbage til rumænsk håndbold og klubben CSM Bucuresti.